# Palaquium njatoh
Palaquium njatoh är en tvåhjärtbladig växtart som beskrevs av William Burck. Palaquium njatoh ingår i släktet Palaquium och familjen Sapotaceae.
Artens utbredningsområde är Java. Inga underarter finns listade i Catalogue of Life.